# Catagramma faustina
Catagramma faustina är en fjärilsart som beskrevs av Bates 1866. Catagramma faustina ingår i släktet Catagramma och familjen praktfjärilar. Inga underarter finns listade i Catalogue of Life.